# Герб на Финландия
Гербът на Финландия представлява златен коронован лъв на червен щит между девет сребърни рози. Дясната ръка на лъва е човешка, вдигната над главата и държаща меч, а в краката си има обърната извита сабя. Лъвът, короната, дръжките на меча и сабята са златни, а розите и остриетата на сабите – сребърни.